# 만보
만보(萬普, ? ~ ?)는 후한 초기의 제후로, 부풍군 무릉현(茂陵縣) 사람이다. 개국공신 만수의 아들이다.

## 생애
만수의 괴리후(槐里侯) 작위를 이어받았다. 건무 6년(30년)에 견씨후(泫氏侯)로 옮겨졌고, 사후 아들 만친이 작위를 이었다.

## 출전
- 범엽, 《후한서》 권21 임이만비유경열전